# Casa de Percy
La Casa de Percy o Casa de Perci fueron una de las familias nobles más poderosas en el norte de Inglaterra durante la mayor parte de la Edad Media, teniendo que ganar el título de Barón Percy ya en 1066
El nombre deriva de la aldea de Percy-en-Auge, en Normandía, el hogar inicial de la familia antes de la conquista normanda. Los miembros han mantenido los títulos de conde de Northumberland o de duque de Northumberland hasta este día. 
En común con sus rivales, la Casa de Neville, el apellido de Percy fue adoptada por el matrimonio con una heredera Neville. Mientras que sus suegros y rivales eran originalmente de la Casa escocesa de Dunkeld, los Percy eran descendientes de Joscelin de Lovaina, hijo de Godofredo I, Conde de Lovaina y Agnes Percy, la hija de Guillermo de Percy y Adelaida de Clare.